# Moroteuthis lonnbergii
Moroteuthis lonnbergii är en bläckfiskart som beskrevs av Ishikawa och Wakiya 1914. Moroteuthis lonnbergii ingår i släktet Moroteuthis och familjen Onychoteuthidae. Inga underarter finns listade i Catalogue of Life.